# Primer gobierno de Rafael Caldera
El primer gobierno de Rafael Caldera (1969-1974) significó la primera transición pacífica y democrática de Venezuela en el siglo XX, tras la derrota electoral del partido Acción Democrática (AD) y la asunción del partido Copei, que gobernó sin mayoría parlamentaria.
A nivel económico, se nacionalizó el gas y se elevó el impuesto a las ganancias petroleras (estadounidenses mayoritariamente) hasta el 70 por ciento.
Respecto a su política de seguridad, se creó la DISIP y se llevó a cabo la «pacificación» de las guerrillas, legalizando a toda la izquierda política en el país nuevamente desde 1962, quienes participaron en las elecciones de 1973.
Respecto a su política exterior, se dio por terminada parcialmente la doctrina Betancourt. Venezuela entró definitivamente en el Pacto Andino, acuerdo realizado durante el gobierno de Leoni.
Rafael Caldera terminó su primer mandato como presidente el 12 de marzo de 1974 y fue sucedido por Carlos Andrés Pérez, de AD, tras ganar las elecciones de 1973. Caldera volvería a ser presidente 25 años después, entre 1994 y 1999.

## Antecedentes
Acción Democrática se dividió entre los que respaldaban a Luis Beltrán Prieto Figueroa y los que respaldaban a Gonzalo Barrios. Este último se convirtió en el candidato oficial del partido, por lo que Prieto Figueroa formó su propio partido, el Movimiento Electoral del Pueblo (MEP), cuyo secretario general era Jesús Paz Galarraga. Por otro lado, Rafael Caldera había sido el candidato socialcristiano de Copei en las elecciones de 1947, 1958 y 1963, sin éxito. 
En las elecciones de 1968 Caldera ganó a Barrios por el estrecho margen de 32.000 votos. Prieto Figueroa quedó en tercer lugar.

## Gabinete
| Gabinete ministerial        | Gabinete ministerial       | Gabinete ministerial |
| --------------------------- | -------------------------- | -------------------- |
| Ministerio                  | Nombre                     | Período              |
| Relaciones Interiores       | Lorenzo Fernández          | 1969–1972            |
| Relaciones Interiores       | Nectario Andrade Labarca   | 1972–1974            |
| Relaciones Exteriores       | Arístides Calvani          | 1969–1974            |
| Finanzas                    | Pedro Tinoco               | 1969–1972            |
| Finanzas                    | Luis Enrique Oberto        | 1972–1974            |
| Defensa                     | Martín García Villasmil    | 1969–1971            |
| Defensa                     | Jesús Carbonell Izquierdo  | 1971–1972            |
| Defensa                     | Gustavo Pardi Dávila       | 1972–1974            |
| Fomento                     | Haydée Castillo            | 1969–1971            |
| Fomento                     | Héctor Hernández Carabaño  | 1971–1974            |
| Obras Públicas              | José Curiel                | 1969–1974            |
| Educación                   | Héctor Hernández Carabaño  | 1969–1971            |
| Educación                   | Enrique Pérez Olivares     | 1971–1974            |
| Justicia                    | Nectario Andrade Labarca   | 1969–1970            |
| Justicia                    | Orlando Tovar Tamayo       | 1970–1971            |
| Justicia                    | Edilberto Escalante        | 1971–1974            |
| Minas e Hidrocarburos       | Hugo Pérez La Salvia       | 1969–1974            |
| Trabajo                     | Alfredo Tarre Murzi        | 1969–1970            |
| Trabajo                     | Nectario Andrade Labarca   | 1970–1972            |
| Trabajo                     | Alberto Martín Urdaneta    | 1972–1974            |
| Comunicaciones              | Ramón José Velásquez       | 1969–1971            |
| Comunicaciones              | Enrique Bustamante Luciani | 1971–1974            |
| Agricultura                 | Jesús López Luque          | 1969–1971            |
| Agricultura                 | Daniel Scott Cuervo        | 1971–1972            |
| Agricultura                 | Miguel Rodríguez Viso      | 1972–1974            |
| Sanidad y Asistencia Social | Lisandro Latuff            | 1969–1970            |
| Sanidad y Asistencia Social | José de Jesús Mayz Lyón    | 1970–1974            |
| Despacho                    | Luis Alberto Machado       | 1969–1974            |
| Cordiplan                   | Luis Enrique Oberto        | 1969–1972            |
| Cordiplan                   | Antonio Casas González     | 1972–1974            |

La primera dama, Alicia Pietri de Caldera, presidió la Fundación Festival del Niño y creó el programa de televisión Sopotocientos.

## Política nacional

### Política legislativa

Composición del Senado (1968-1973): de verde el partido oficialista Copei.

Composición de la Cámara de Diputados (1968-1973).

En su pasado político, Caldera había estado a favor de los negocios, pero como presidente aumentó la intervención del gobierno en la economía. Fue ampliamente paralizado por el Congreso, controlado por los adecos, lo que obligó a Caldera a negociar para implementar sus planes de gobierno, llegando a un acuerdo con AD para esto en 1970 para garantizar la mayoría legislativa en «asuntos fundamentales» para la nación.
Rafael Caldera también reformó la Constitución de Venezuela de 1961 para eliminar la prohibición de elección a cargos públicos para las personas que hubieran sido condenadas a más de tres años de prisión, la cual había sido diseñada específicamente para inhabilitar políticamente al general Marcos Pérez Jiménez mediante su aplicación retroactiva.

### Política económica
El gobierno de Caldera nacionalizó la industria del gas, promulgando leyes que regulaban las compañías petroleras estadounidenses que operaban en Venezuela. En 1971, Caldera elevó el impuesto a las ganancias petroleras al 70 por ciento. Además, aprobó la ley de reversión de hidrocarburos que disponía que todos los activos de las empresas petroleras pasarían al Estado una vez expiradas las concesiones.
Se inauguró el Complejo Petroquímico de El Tablazo, el Poliedro de Caracas y el Hospital Miguel Pérez Carreño de Caracas. Las políticas económicas del presidente se destacaron por el reforzamiento del poder de la patronal Fedecámaras. Sin embargo, los bajos precios del petróleo trajeron como consecuencia el estancamiento económico de Venezuela. El bolívar en acuerdo con el Banco Central de Venezuela se revaluó a 4.30 por dólar.[cita requerida]

### Política electoral

Senado tras la habilitación como partidos de los antiguos movimientos guerrilleros: de naranja el MAS y de morado el MEP.

Cámara de Diputados tras habilitación como partidos de los de los antiguos movimientos guerrilleros: de rojo el MIR y en vinotinto el PCV.

En 1969, el nuevo gobierno heredó un país con movimientos guerrilleros urbanos y rurales activos, prohibiciones de dos importantes partidos políticos y muchos líderes políticos encarcelados. Desde el inicio de la presidencia de Caldera se suspendió esta práctica y se mantuvieron las garantías constitucionales a partir de entonces. El gobierno llegó con una actitud de pluralismo ideológico y diálogo en todo el espectro político, entabló conversaciones con los grupos armados, legalizó los partidos de izquierda y liberó a los políticos encarcelados, exigiendo únicamente que se mantuvieran dentro de la ley venezolana, incluyendo al Partido Comunista de Venezuela, a pesar de la oposición de Acción Democrática.
Como resultado de este esfuerzo, al final de la presidencia de Caldera, por primera vez en muchos años, ninguna organización política importante en Venezuela planeó tomar el control del gobierno por medios violentos. En las elecciones de 1973, los líderes de los viejos movimientos guerrilleros fueron elegidos como senadores y diputados. Esta política puso fin de manera efectiva a la insurgencia guerrillera con el que el Estado había estado lidiando durante diez años y que había costado cientos de vidas.[cita requerida]

### Política en derechos humanos
Durante el primer gobierno de Rafael Caldera se registraron algunos casos de desapariciones forzadas entre los que destacaron los del estudiante Luis Hernández, la de Laura Pérez Carmona de Prada, esposa del comandante la FALN Francisco Prada Barazarte; y la del estudiante de la UCV y miembro del partido Bandera Roja (BR) Noel Rodríguez.
El caso de Noel Rodríguez tuvo cierta relevancia y rechazo debido al proceso de pacificación de las guerrillas llevados a cabo por el gobierno. Rodríguez fue desaparecido en 1973, supuestamente por fuerzas de seguridad del Estado, debido a que se encontraba involucrado en el secuestro del empresario Carlos Domínguez.
Tras la resolución del caso, el gobierno anunció la muerte de Rodríguez, pero sus restos no fueron entregados a sus familiares, esto provocó protestas y huelgas de hambre de diversos movimientos. En agosto de 1973, varios abogados denunciaron en las Naciones Unidas la desaparición de Noel Rodríguez.Los restos del mismo fueron hallados en el 2012 en el Cementerio General del Sur de Caracas.
Dentro del marco de las investigaciones del secuestro del empresario ocurrieron las muertes a manos de funcionarios de personas supuestamente vinculadas al hecho como Ramón Antonio Álvarez y José Rafael Bottini Marín, así como la muerte de cinco personas miembros del grupo Ejército Revolucionario del Pueblo (ERP).
En 1973 la organización no gubernamental Comités Unitarios Pro-Amnistía (CUPA) denunció la desaparición forzada de Argelio José Reina, supuestamente por tener una revista cubana considerada por los oficiales como subversiva.El 27 de febrero de ese año fallecieron Reina y un oficial de la Guardia Nacional en un accidente automovilístico, en un vehículo que era de uso particular y no oficial. El cuerpo de Reina fue entregado a sus familiares en una urna sellada y tras la autopsia realizada en el Hospital Central de Maracay se determinó que había sido sometido a torturas.
La organización no gubernamental Comité en Defensa de los Derechos Humanos (CDDH) y el CUPA denunciaron los casos de detenciones arbitrarias amparadas en la Ley de Vagos y Maleantes y las ejecuciones extrajudiciales en operativos policiales.También realizaron varias manifestaciones exigiendo libertad de presos políticos, libertad para la sindicalización, manifestación y aumento de los salarios. Además denunciaron los asesinatos de Jesús Márquez Finol, José Honorio Navarro y la ejecución extrajudicial de Dalia Margarita Vásquez mientras buscaban a un presunto miembro del grupo ERP-Punto Cero.
Estas acciones provocaron, según denuncias de miembros del CDDH y CUPA, seguimientos y amenazas por parte de funcionarios de la DISIP. El director del organismo, Remberto Uzcátegui, los llegó a acusar de ser la «mampara de Bandera Roja».

### Política educativa

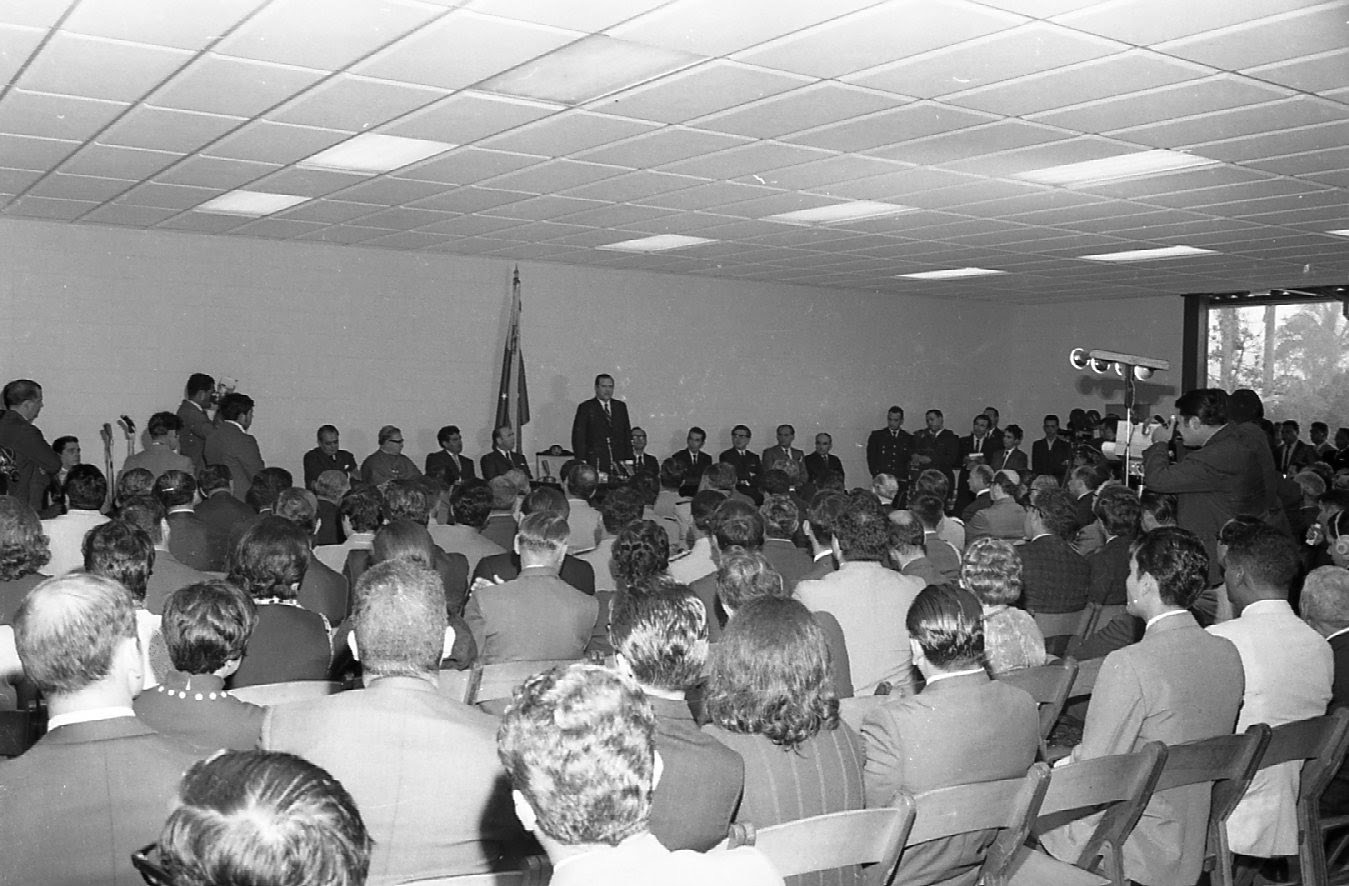
Lección inaugural de la Universidad Simón Bolívar, por parte del presidente de Venezuela, Rafael Caldera. Sartenejas, Baruta. El 19 de enero de 1970.

El 9 de diciembre de 1970, creó el Instituto de Altos Estudios de la Defensa Nacional Gran Mariscal de Ayacucho (IAEDEN) para impulsar la seguridad del Estado y defensa de la nación. También se inauguró la Universidad Nacional Experimental Simón Rodríguez y la Universidad Nacional Experimental del Táchira.[cita requerida]

#### Conflicto con la UCV
Caldera cerró definitivamente la Escuela Técnica Industrial y la Universidad Central de Venezuela durante dos años debido a las protestas estudiantiles contra su gobierno. El 31 de octubre de 1969 luego de semanas de violentas protestas estudiantiles y denuncias de armas y materiales explosivos escondidos dentro del campus universitario la Universidad Central de Venezuela fue intervenida por órdenes de Rafael Caldera con el fin de «proteger y salvaguardar la vida de estudiantes, profesores y empleados universitarios», debido a los vínculos de sectores de la universidad con extremistas, amparados en la autonomía universitaria. El Rector de la UCV Jesús María Bianco fue destituido por el recién creado Consejo Nacional de Universidades Provisorio, generando descontento en la población universitaria. Una vez que se restableció la paz en el campus, la universidad recuperó su autonomía y celebró elecciones para una nueva junta directiva. 

### Política de infraestructura

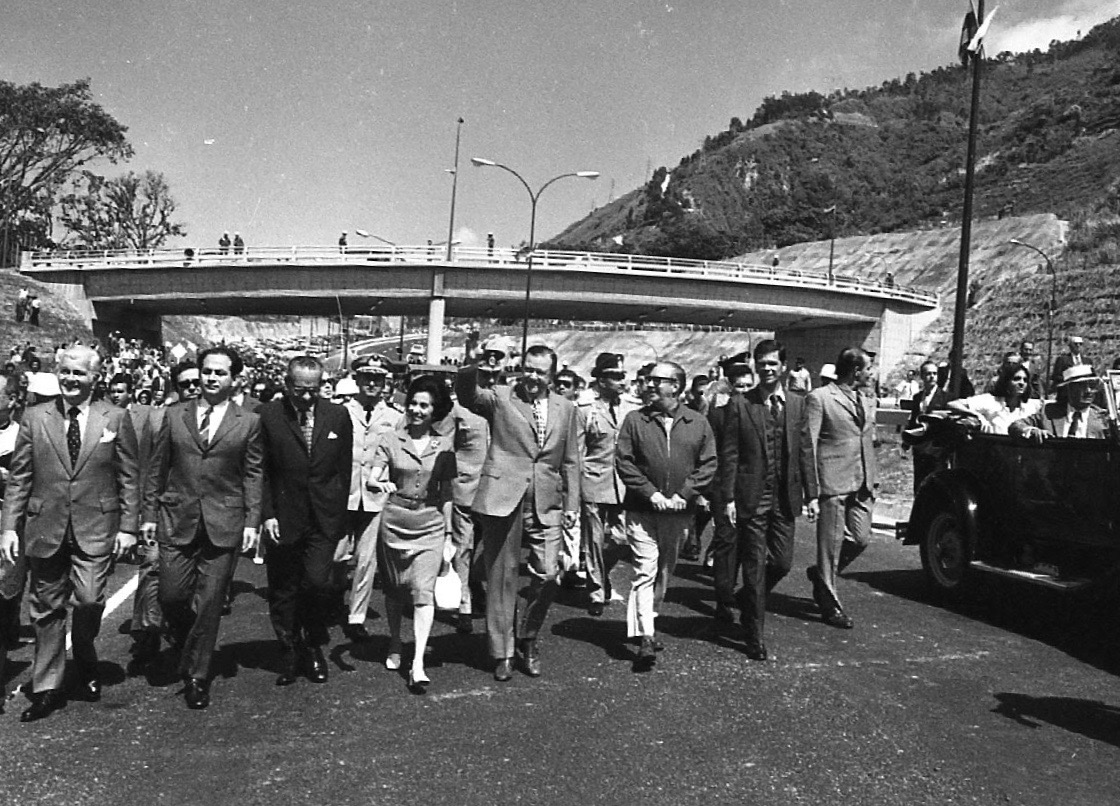
Inauguración de la Cota Mil (Avenida Boyacá) por parte del presidente Rafael Caldera.

Entre las obras de su gobierno estuvo la inauguración del Poliedro de Caracas, el Parque Central, el edificio del Banco Central de Venezuela, el Museo de Arte Contemporáneo y la Sala Ríos Reyna del Complejo Cultural Teresa Carreño en Caracas y el Museo Soto de Ciudad Bolívar. También la construcción de centros de salud como el Hospital Central de Maracay, el Hospital Dr. Miguel Pérez Carreño y el hospital de los Magallanes de Catia en Caracas.
En materia vial se inauguraron el Distribuidor El Ciempiés, la Autopista Prados del Este-La Trinidad, la Autopista Centro Occidental Cimarrón-Andresote y la Avenida Boyacá. Asimismo, se crearon aeropuertos como el Aeropuerto Internacional de La Chinita, el Aeropuerto Internacional del Caribe Santiago Mariño y el Aeropuerto Internacional Josefa Camejo.

## Política exterior

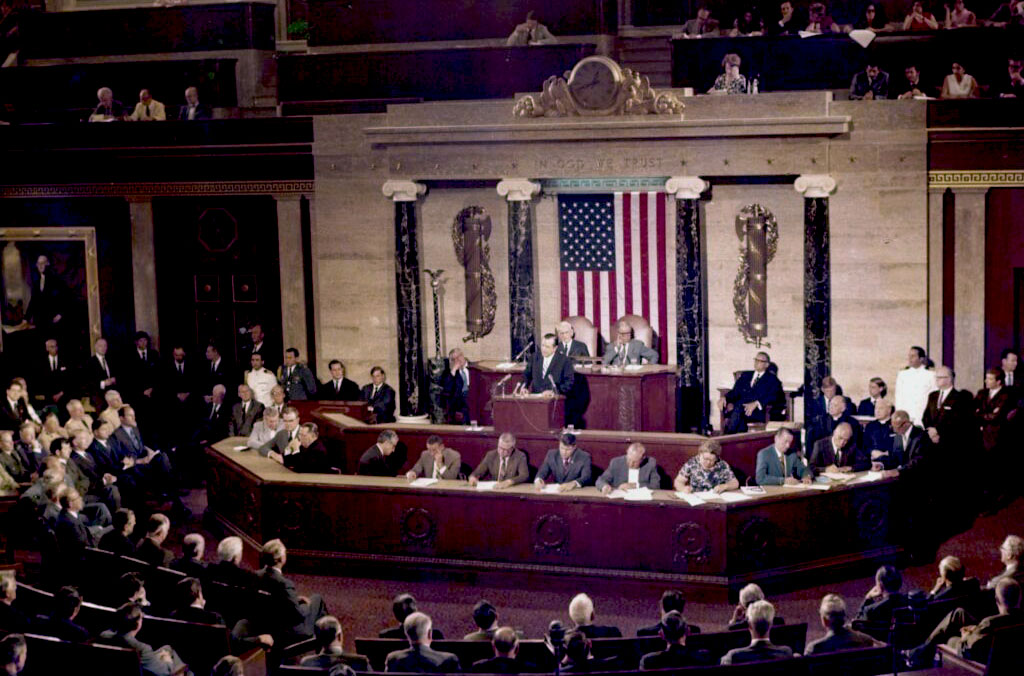
El presidente de Venezuela, Rafael Caldera, durante un discurso ante una sesión conjunta del Congreso de los Estados Unidos.

En su visita oficial a los Estados Unidos en 1970, Caldera obtuvo un compromiso de la administración Nixon para aumentar la participación de mercado de las exportaciones de petróleo venezolano a los Estados Unidos. Hablando ante una sesión conjunta del Congreso de los EE.UU. Caldera instó a los estadounidenses a cambiar su enfoque hacia América Latina: «La fórmula para lograr relaciones cordiales», dijo, «no pueden ser los intentos despiadados de bajar para siempre los precios de nuestros productos mientras aumentan el precio de los productos que tenemos que importar».
El primer gobierno de Caldera enfatizó el fin de la doctrina Betancourt (una política conocida como «solidaridad pluralista»), que negaba el reconocimiento diplomático venezolano a cualquier régimen, de derecha o de izquierda, que llegara al poder por la fuerza militar. Caldera reconoció a la República Popular China, la Unión Soviética y al bloque comunista de Europa del Este.
Durante este periodo se realizó una rectificación de límites con el Brasil que aumentó la superficie del territorio nacional. El 18 de junio de 1970 el gobierno firmó el Protocolo de Puerto España y en 1973 Venezuela ingresó definitivamente al Pacto Andino.

## Oposición
A pesar de ganar la presidencia Caldera tuvo que lidiar con un congreso y un senado controlado por Acción Democrática.

## Elecciones de 1973
Hacia el final de su gobierno, los precios del petróleo aumentaron ampliamente, pero los ingresos fiscales llegaron a las arcas del Estado cuando Caldera ya iba de salida. Para las elecciones de 1973 el candidato del oficialista Copei, Lorenzo Fernández, perdió las elecciones ante el candidato de Acción Democrática, Carlos Andrés Pérez, continuando el periodo del bipartidismo que duraría hasta 1993.